# Xanthotype watsoni
Xanthotype watsoni là một loài bướm đêm trong họ Geometridae.